# أرضيات خشائية
أرضيات خُشائية أو نمليات بيضاء بدائية أو فصيلة النمل الأبيض ماستوترميتيدي (الاسم العلمي: Mastotermitidae)، هي فصيلة من النمل الأبيض مع نوع حي وحيد هو النمل الأبيض البدائي الدارويني Mastotermes darwiniensis الذي يوجد فقط في شمال أستراليا. الأجناس المتبقية من هذه الفصيلة معروفة فقط من خلال سجل الأحفوري.